# Chariklia Baxevanos
Chariklia Baxevanos (* 15. März 1936 in Zürich) ist sowohl Bühnen- und Filmschauspielerin als auch Synchronsprecherin. Ihre Familie stammt aus Griechenland.

## Leben und Beruf
Da ihr Vater, der griechische Operntenor Peter Baxevanos, hauptsächlich an der Wiener Volksoper und der Wiener Staatsoper als Sänger auftrat, besuchte Chariklia Baxevanos eine Klosterschule in Wien (Sacré Cœur). Helene Thimig, die Witwe von Max Reinhardt, überzeugte die Eltern vom Talent ihrer Tochter und lud sie zum Schauspielstudium an das Max-Reinhardt-Seminar in Wien ein.
Mit 16 Jahren gab Chariklia Baxevanos ihr Debüt im Film in einer kleinen Rolle in Wir werden das Kind schon schaukeln. In den 1950er Jahren war sie häufig in Musik- und Urlaubsfilmen zu sehen, etwa in Musikparade mit Georg Thomalla und Peter Alexander (1956) und Ein Stück vom Himmel (1957) mit Toni Sailer. Die Hauptrolle neben Joachim Fuchsberger spielte sie in Eva küßt nur Direktoren 1957. Zum letzten Mal erschien sie in einem Kinofilm 1964 in Das Ungeheuer von London-City von Edgar Wallace an der Seite von Hansjörg Felmy und Marianne Koch.
Danach spielte sie hauptsächlich auf der Bühne, vor allem im Theater in der Josefstadt in Wien, am Schauspielhaus Zürich, den Münchner Kammerspielen und der Komödie am Kurfürstendamm in Berlin, wo sie auch 2003 noch das Publikum erfreute. Danach war sie überwiegend auf Tournee, unter anderem 2006 mit Peer Schmidt in dem Stück Süßer die Glocken. Unter der Regie von Jürgen Wölffer wirkte sie am 23. Oktober 2011 in der Uraufführung des Stückes Spätlese von Folke Braband am Theater am Kurfürstendamm in Berlin mit.
Insgesamt spielte sie über 100 Hauptrollen am Theater, darunter die Titelfigur in Lied der Bernadette, Eliza in Pygmalion von George Bernard Shaw, Anne in Anne Frank, Hedwig in Die Wildente von Henrik Ibsen und verschiedene Rollen in Komödien von Molière, Goldoni und Shakespeare.
Auch in vielen Fernsehproduktionen war Baxevanos zu sehen. Erfolg hatte sie mit der Fernsehserie Wilhelmina (1966/68), in der sie die Titelrolle spielte. Des Weiteren folgten z. B. 1983 Kenia, die 8. Folge der Serie Das Traumschiff an der Seite von Pierre Brice und Beatrice Richter, 1986 die Folge Thailand und 1993 die 20. Folge, Südafrika, zusammen mit Gerd Baltus und Andrea L’Arronge. An der Seite von Klaus Schwarzkopf verkörperte sie 1986 dessen Gattin in Der Kandidat unter der Regie von Thomas Engel. Kleinere Rollen folgten u. a. in Trouble im Penthouse unter der Regie von Franz Josef Gottlieb.

## Synchronisation
Als Synchronsprecherin lieh sie ihre Stimme unter anderem Shirley MacLaine (z. B. in Frankie und seine Spießgesellen und Eine zuviel im Harem), Madeline Kahn (Höhenkoller), Mireille Darc (Die Blonde von Peking) und Mary Tyler Moore (Eine ganz normale Familie).

## Privates
Chariklia Baxevanos war zweimal verheiratet. Im Jahr 1960 heiratete sie ihren Schauspielkollegen Horst Frank. Er ist der Vater der gemeinsamen Tochter Désirée. Ein Jahr später folgte die Scheidung. Darauf lernte sie Harald Juhnke kennen und war mit ihm bis 1971 liiert.
In zweiter Ehe war Baxevanos seit Mitte der 1970er Jahre mit dem 2015 verstorbenen Regisseur Christian Wölffer verheiratet. Mit ihm drehte sie zuletzt die Filmkomödie Zwiebeln und Butterplätzchen (1990).

## Filme
- 1952: Wir werden das Kind schon schaukeln (Schäm dich, Brigitte)
- 1953: Franz Schubert – Ein Leben in zwei Sätzen
- 1955: Mozart
- 1956: Bademeister Spargel
- 1956: Musikparade
- 1956: Manöverball
- 1957: Das Tagebuch der Anne Frank (Fernsehspiel)
- 1957: Scherben bringen Glück
- 1957: Die unentschuldigte Stunde
- 1957: Von allen geliebt
- 1957: Sissi – Schicksalsjahre einer Kaiserin
- 1957: Die liebe Familie (Fernsehspiel)
- 1957: Ein Stück vom Himmel
- 1958: Eva küßt nur Direktoren
- 1958: Liebelei (Fernsehspiel)
- 1958: Hoch klingt der Radetzkymarsch
- 1958: Majestät auf Abwegen
- 1959: Was eine Frau im Frühling träumt
- 1959: Im 6. Stock (Fernsehspiel)
- 1959: Meine Tochter Patricia
- 1959: Neues aus dem 6. Stock (Fernsehspiel)
- 1959: Ende des 6. Stocks (Fernsehspiel)
- 1959: Abschied von den Wolken
- 1960: Der eingebildete Kranke (Fernsehspiel)
- 1962: Was Ihr wollt (Fernsehspiel)
- 1963: Der Privatdetektiv (Fernsehspiel)
- 1963: Mamselle Nitouche (Fernsehspiel)
- 1963: Ich liebe dich (Fernsehspiel)
- 1963: Fräulein, schreiben sie! (Fernsehspiel)
- 1964: Kammerjungfer (Fernsehspiel)
- 1964: Das Ungeheuer von London-City
- 1964: Bei Tag und Nacht (Fernsehspiel)
- 1965: Krampus und Angelika (Fernsehspiel)
- 1965: Champagnerlily (Fernsehspiel)
- 1965: Vor Nachbarn wird gewarnt (Fernsehspiel)
- 1966: Familie Schimek (Fernsehspiel)
- 1966: Feine Herrschaften (Fernsehspiel)
- 1966: Miranda (Fernsehspiel)
- 1966/1968: Wilhelmina (Fernsehserie)
- 1967: Der Dreispitz (Fernsehspiel)
- 1967: Ist er gut? – Ist er böse? (Fernsehspiel)
- 1967: Verräter (Fernseh-Dreiteiler)
- 1969: Novellen aus dem wilden Westen (Fernsehserie)
- 1969: Katzenzungen (Fernsehspiel)
- 1969: Der Mann mit dem Glasauge
- 1969: Der Geizige (Fernsehspiel)
- 1969: Romeo und Julia '70 (Fernsehspiel)
- 1969: Sturm im Wasserglas (Fernsehspiel)
- 1969: Ein Dorf ohne Männer (Fernsehspiel)
- 1970: Ausreißer (Fernsehspiel)
- 1970: Die Preußen kommen (Fernsehspiel)
- 1970: Die vertagte Nacht (Fernsehspiel)
- 1973: Die Welt des Robert Stolz (Fernsehspiel)
- 1973: So’n Theater (Fernsehspiel)
- 1975: Beschlossen und verkündet – Folge: Ehrenmänner
- 1979: Ein Mann für alle Fälle (Fernsehserie)
- 1981: Erben will gelernt sein (Fernsehspiel)
- 1981: Streichquartett (Fernsehspiel)
- 1982: Es muß ja nicht der erste sein (Fernsehspiel)
- 1982: Unterwegs nach Atlantis (Fernsehserie)
- 1983: Das Traumschiff: Kenia (TV)
- 1984: Manfred Krug: Krumme Touren (Fernsehserie)
- 1984–1986: Leute wie du und ich (3 Episoden)
- 1986: Der Kandidat (Fernsehspiel)
- 1986: Das Traumschiff: Thailand (TV)
- 1989: Trouble im Penthouse (Fernsehspiel)
- 1990: Zwiebeln und Butterplätzchen (Fernsehspiel)
- 1993: Das Traumschiff: Südafrika (TV)
- 1993: Geschichten aus der Heimat – Ein Kerl wie Samt und Seide (Fernsehspiel)

## Hörspiele
- 1956: Molière: Der Bürger als Edelmann – Regie: Wilhelm Semmelroth (NWDR/RSB/RB/ORF)